# Campeonato Gaúcho de Futebol Feminino de 2019
O Campeonato Gaúcho de Futebol Feminino de 2019 foi a 22ª edição do campeonato estadual de futebol feminino. Pela segunda vez, foi totalmente organizado pela Federação Gaúcha de Futebol. Com início em 11 de agosto, contou com seis equipes do Estado. À exceção de Grêmio e Internacional, que já estão classificadas para a Série A1 de 2020, a melhor equipe (Brasil de Farroupilha) se classificou para o Brasileirão Feminino - Série A2.

## Regulamento
A edição de 2019 do Campeonato Gaúcho de Futebol Feminino foi disputada por seis equipes em três fases:
- A primeira fase, em que todos os seis times[2] jogaram entre si em turno e returno, classificando-se os quatro melhores para a fase seguinte;
- A segunda fase (semifinal) foi uma fase de jogo único em que os times da fase anterior foram pareados da seguinte forma: 1º x 4º e 2º x 3º; o mando de campo nesta rodada foi do time com melhor campanha na primeira fase.[2]
- A terceira fase (final e disputa pelo terceiro lugar) também foi uma fase de jogo único, envolvendo as mesmas equipes da fase anterior; no entanto, pareadas de forma diferente: os vencedores das partidas da segunda fase enfrentaram-se na final, enquanto os perdedores jogaram a disputa pelo terceiro lugar. Os jogos aconteceriam em lugares definidos pela FGF.[2] Posteriormente ficou definido que a final aconteceria em Ijuí[3] e a disputa do terceiro em São Leopoldo.

Além da premiação de campeã, foi cedida uma premiação para a campeã do interior, ou seja, a melhor equipe fora a dupla Gre-nal.

## Participantes
OBS: Após jogar contra o Internacional, o Atlântico desistiu da competição.
| Atlântico Brasil Grêmio Internacional João Emílio OrienteLocalização das equipes participantes do Gauchão Feminino de 2019. |

## Primeira Fase
| Classificação | Classificação         | Classificação | Classificação | Classificação | Classificação | Classificação | Classificação | Classificação | Classificação | Classificação |
| Pos           | Times                 | Pts           | J             | V             | E             | D             | GP            | GC            | SG            | %             |
| ------------- | --------------------- | ------------- | ------------- | ------------- | ------------- | ------------- | ------------- | ------------- | ------------- | ------------- |
| 1             | Internacional         | 28            | 10            | 9             | 1             | 0             | 95            | 0             | 95            | 93,3          |
| 2             | Grêmio                | 25            | 10            | 8             | 1             | 1             | 53            | 6             | 47            | 83,3          |
| 3             | Brasil de Farroupilha | 16            | 10            | 5             | 1             | 4             | 23            | 27            | -4            | 53,3          |
| 4             | Oriente               | 13            | 10            | 4             | 1             | 5             | 20            | 33            | -13           | 43,3          |
| 5             | João Emílio           | 6             | 10            | 2             | 0             | 8             | 8             | 92            | -84           | 20            |
| 6             | Atlântico             | 0             | 10            | 0             | 0             | 10            | 0             | 41            | -41           | 0             |

|  |                                      |
|  | Equipes classificadas às Semifinais. |

| Resultados (Resumo)   | Resultados (Resumo) | Resultados (Resumo) | Resultados (Resumo) | Resultados (Resumo) | Resultados (Resumo) | Resultados (Resumo) |
| Clube                 | ATL                 | BRA                 | GRE                 | INT                 | JAE                 | ORI                 |
| --------------------- | ------------------- | ------------------- | ------------------- | ------------------- | ------------------- | ------------------- |
| Atlântico             |                     | CA                  | CA                  | 0 – 14              | CA                  | CA                  |
| Brasil de Farroupilha | CA                  |                     | 0 – 2               | 0 – 4               | 9 – 0               | 2 – 2               |
| Grêmio                | CA                  | 4 – 2               |                     | 0 – 0               | 12 – 0              | 9 – 0               |
| Internacional         | CA                  | 14 – 0              | 4 – 0               |                     | 16 – 0              | 11 – 0              |
| João Emílio           | CA                  | 1 – 3               | 0 – 15              | 0 – 25              |                     | 1 – 6               |
| Oriente               | CA                  | 0 – 1               | 0 – 5               | 0 – 4               | 6 – 0               |                     |

|  |                     |  |        |  |                      |
|  | Vitória do Mandante |  | Empate |  | Vitória do Visitante |

### 1ª Rodada
| 11 de agosto | Internacional | 16 – 0 | João Emílio | SESC Protásio Alves, Porto Alegre     |
| 17:00        |               | Súmula |             | Árbitro: RS Ruggéri Amaro da Fontoura |

| 25 de agosto | Brasil de Farroupilha | 0 – 2  | Grêmio | Castanheiras, Farroupilha           |
| 15:00        |                       | Súmula |        | Árbitro: RS Flávio Turani Fernandes |

| jogo cancelado | Oriente | CA | Atlântico |  |
|                |         |    |           |  |

### 2ª Rodada
| 1 de setembro | João Emílio | 1 – 3  | Brasil de Farroupilha | Tarumã, Candiota                    |
| 13:00         |             | Súmula |                       | Árbitro: RS Jeferson Eduardo Moraes |

| 1 de setembro | Grêmio | 9 – 0  | Oriente | Vieirão, Gravataí                         |
| 15:00         |        | Súmula |         | Árbitro: RS Humberto Vinícius Soares Haag |

| 1 de setembro | Atlântico | 0 – 14 | Internacional | Parque do Galo, Erechim            |
| 15:00         |           | Súmula |               | Árbitro: RS Leandro Martins Soares |

### 3ª Rodada
| 21 de setembro | Internacional | 4 – 0  | Grêmio | SESC Protásio Alves, Porto Alegre |
| 15:00          |               | Súmula |        | Árbitro: RS Matheus Souza Costa   |

| 22 de setembro | Oriente | 0 – 1  | Brasil de Farroupilha | Eucaliptos, Canoas                  |
| 15:00          |         | Súmula |                       | Árbitro: RS Geisson Garcia da Silva |

| jogo cancelado | Atlântico | CA | João Emílio |  |
|                |           |    |             |  |

### 4ª Rodada
| 29 de setembro | Brasil de Farroupilha | 0 – 4  | Internacional | Castanheiras, Farroupilha   |
| 15:00          |                       | Súmula |               | Árbitro: RS Fernando Bertin |

| 29 de setembro | Oriente | 6 – 0  | João Emílio | Eucaliptos, Canoas                  |
| 15:00          |         | Súmula |             | Árbitro: RS Michel Meirelles Flores |

| jogo cancelado | Grêmio | CA | Atlântico |  |
|                |        |    |           |  |

### 5ª Rodada
| 6 de outubro | Internacional | 11 – 0 | Oriente | SESC Protásio Alves, Porto Alegre |
| 15:00        |               | Súmula |         | Árbitro: RS Marcelo Stahlecker    |

| 13 de outubro | João Emílio | 0 – 15 | Grêmio | Tarumã, Candiota                 |
| 15:00         |             | Súmula |        | Árbitro: RS Dakimalo Garra Gomes |

| jogo cancelado | Atlântico | CA | Brasil de Farroupilha |  |
|                |           |    |                       |  |

### 6ª Rodada
| 20 de outubro | Oriente | 0 – 4  | Internacional | Eucaliptos, Canoas                   |
| 15:00         |         | Súmula |               | Árbitro: RS Jesiel Ellias dos Santos |

| 20 de outubro | Grêmio | 12 – 0 | João Emílio | Vieirão, Gravataí                   |
| 15:00         |        | Súmula |             | Árbitro: RS Geisson Garcia da Silva |

| jogo cancelado | Brasil de Farroupilha | CA | Atlântico |  |
|                |                       |    |           |  |

### 7ª Rodada
| 27 de outubro | Internacional | 14 – 0 | Brasil de Farroupilha | SESC Protásio Alves, Porto Alegre |
| 14:00         |               | Súmula |                       | Árbitro: RS Allan da Rosa Azevedo |

| 27 de outubro | João Emílio | 1 – 6  | Oriente | Tarumã, Candiota                        |
| 15:00         |             | Súmula |         | Árbitro: RS Glederson Telles de Almeida |

| jogo cancelado | Atlântico | CA | Grêmio |  |
|                |           |    |        |  |

### 8ª Rodada
| 2 de novembro | Grêmio | 0 – 0  | Internacional | Vieirão, Gravataí        |
| 15:00         |        | Súmula |               | Árbitro: RS Everton Bock |

| 2 de novembro | Brasil de Farroupilha | 3 – 2  | Oriente | Castanheiras, Farroupilha             |
| 19:30         |                       | Súmula |         | Árbitro: RS Ezequiel Machado da Silva |

| jogo cancelado | João Emílio | CA | Atlântico |  |
|                |             |    |           |  |

### 9ª Rodada
| 10 de novembro | Oriente | 0 – 5  | Grêmio | Eucaliptos, Canoas             |
| 14:00          |         | Súmula |        | Árbitro: RS Marcelo Stahlecker |

| 10 de novembro | Brasil de Farroupilha | 9 – 0  | João Emílio | Castanheiras, Farroupilha                      |
| 10:00          |                       | Súmula |             | Árbitro: RS Jorge Luiz da Silva Arbello Junior |

| jogo cancelado | Internacional | CA | Atlântico |  |
|                |               |    |           |  |

### 10ª Rodada
| 17 de novembro | João Emílio | 0 – 25 | Internacional | Tarumã, Candiota                    |
| 15:00          |             | Súmula |               | Árbitro: RS Jeferson Eduardo Moraes |

| 15 de novembro | Grêmio | 4 – 2  | Brasil de Farroupilha | Vieirão, Gravataí                   |
| 15:30          |        | Súmula |                       | Árbitro: RS Michel Meirelles Flores |

| jogo cancelado | Atlântico | CA | Oriente |  |
|                |           |    |         |  |

## Fase Final
|  | Semifinais            | Semifinais |   |         | Final                 | Final |  |
|  |                       |            |   |         |                       |       |  |
|  |                       |            |   |         |                       |       |  |
|  | Internacional         | 7          |   |         |                       |       |  |
|  | Oriente               | 0          |   |         |                       |       |  |
|  |                       |            |   |         |                       |       |  |
|  |                       |            |   |         |                       |       |  |
|  |                       |            |   |         | Internacional         | 4     |  |
|  |                       | Grêmio     | 2 |         |                       |       |  |
|  |                       |            |   |         |                       |       |  |
|  |                       |            |   |         |                       |       |  |
|  |                       |            |   |         | Terceiro lugar        |       |  |
|  |                       |            |   |         |                       |       |  |
|  | Grêmio                | 8          |   | Oriente | 1                     |       |  |
|  | Brasil de Farroupilha | 0          |   |         | Brasil de Farroupilha | 2     |  |

### Semifinais
| 24 de novembro | Internacional | 7 – 0  | Oriente | SESC Protásio Alves, Porto Alegre             |
| 14:00          |               | Súmula |         | Árbitro: RS Ruggéri Damásio Amaro da Fontoura |

| 24 de novembro | Grêmio | 8 – 0  | Brasil de Farroupilha | Vieirão, Gravataí                    |
| 16:00          |        | Súmula |                       | Árbitro: RS Jesiel Ellias dos Santos |

### Disputa de 3º Lugar
| 1 de dezembro | Oriente | 1 – 2  | Brasil de Farroupilha | Cristo-Rei, São Leopoldo                  |
| 11:00         |         | Súmula |                       | Árbitro: RS Humberto Vinicius Soares Haag |

### Final
| 1 de dezembro | Internacional                              | 4 – 2  | Grêmio                                | 19 de Outubro, Ijuí           |
| 16:00         | Fabi Simões 9', 12' · Jhe 81' · Naná 90+1' | Súmula | 14' Pri Back · 45+3' Juliana Oliveira | Árbitro: RS Andressa Hartmann |

## Premiação
| Campeonato Gaúcho de 2019         |
| --------------------------------- |
| Internacional Campeã (7.º título) |

| Campeã do Interior de 2019                |
| ----------------------------------------- |
| Brasil de Farroupilha Campeã (1.º título) |

## Estatísticas

### Artilharia
| Pos. | Jogador          | Equipe        | Gols |
| ---- | ---------------- | ------------- | ---- |
| 1º   | Shasha           | Internacional | 17   |
| 2º   | Luana            | Internacional | 12   |
| 3º   | Fabi Simões      | Internacional | 11   |
| 4º   | Karol Linz       | Grêmio        | 10   |
| 5º   | Mariana          | Internacional | 8    |
| 6º   | Naná             | Internacional | 7    |
| 7º   | Belinha          | Internacional | 6    |
| 7º   | Juliana Oliveira | Internacional | 6    |
| 8º   | Mariza           | Grêmio        | 5    |
| 8º   | Eudimilla        | Grêmio        | 5    |
| 8º   | Julia            | Internacional | 5    |
| 8º   | Katrine Costa    | Grêmio        | 5    |
| 8º   | Pri Back         | Grêmio        | 5    |

#### Poker-tricks
Quando uma jogadora faz 4 gols em uma mesma partida.
Dados retirados das súmulas do site oficial. Atualizado até a 3ª rodada
| Jogadora | Clube         | Adversário  | Placar | Data          | Ref.  |
| -------- | ------------- | ----------- | ------ | ------------- | ----- |
| Luana    | Internacional | João Emílio | 16–0   | 11 de agosto  | [ 4 ] |
| Shasha   | Internacional | Atlântico   | 14–0   | 1 de setembro | [ 5 ] |

#### Hat-tricks
Quando uma jogadora faz 3 gols em uma mesma partida
Dados retirados das súmulas do site oficial. Atualizado até a 3ª rodada
| Jogadora | Clube         | Adversário | Placar | Data           | Ref.  |
| -------- | ------------- | ---------- | ------ | -------------- | ----- |
| Queila   | Internacional | Atlântico  | 14–0   | 1 de setembro  | [ 5 ] |
| Fabi     | Internacional | Grêmio     | 4–0    | 21 de setembro | [ 6 ] |

### Desempenho por Rodada
Clubes que lideraram o campeonato ao final de cada rodada:
| Rodadas | Rodadas | Rodadas | Rodadas | Rodadas | Rodadas | Rodadas | Rodadas | Rodadas | Rodadas |
| ------- | ------- | ------- | ------- | ------- | ------- | ------- | ------- | ------- | ------- |
| 1       | 2       | 3       | 4       | 5       | 6       | 7       | 8       | 9       | 10      |
| INT     |         |         |         |         |         |         |         |         |         |

Clubes que ficaram na lanterna do campeonato ao final de cada rodada:
| Rodadas | Rodadas | Rodadas | Rodadas | Rodadas | Rodadas | Rodadas | Rodadas | Rodadas | Rodadas |
| ------- | ------- | ------- | ------- | ------- | ------- | ------- | ------- | ------- | ------- |
| 1       | 2       | 3       | 4       | 5       | 6       | 7       | 8       | 9       | 10      |
| JAE     | JAE     | JAE     | ATL     | ATL     | ATL     | ATL     | ATL     | ATL     | ATL     |

### Dados disciplinares
Dados retirados das súmulas do site oficial. Atualizado até a 3ª rodada
| Clube                 | Jogos | Penalizado com cartão amarelo | Expulso |
| --------------------- | ----- | ----------------------------- | ------- |
| Atlântico             | 1     | 1                             | 0       |
| Brasil de Farroupilha | 4     | 9                             | 0       |
| Grêmio                | 3     | 1                             | 0       |
| Internacional         | 4     | 3                             | 0       |
| João Emílio           | 3     | 2                             | 0       |
| Oriente               | 3     | 5                             | 0       |

### Classificação Final
| Pos | Equipes               | Pts | J  | V  | E | D  | GP  | GC | SG   | %    | Classificação                    |
| --- | --------------------- | --- | -- | -- | - | -- | --- | -- | ---- | ---- | -------------------------------- |
| 1   | Internacional         | 34  | 12 | 11 | 1 | 0  | 106 | 2  | +104 | 94,4 | Campeã                           |
| 2   | Grêmio                | 28  | 12 | 9  | 1 | 2  | 63  | 10 | +53  | 77,8 | Vice-campeã                      |
| 3   | Brasil de Farroupilha | 19  | 12 | 6  | 1 | 5  | 25  | 36 | -11  | 52,7 | Vencedora da partida de 3º lugar |
| 4   | Oriente               | 13  | 12 | 4  | 1 | 7  | 21  | 42 | -21  | 36,1 | Perdedora da partida de 3º lugar |
| 5   | João Emílio           | 6   | 10 | 2  | 0 | 8  | 8   | 92 | -84  | 20,0 | Eliminados na primeira fase      |
| 6   | Atlântico             | 0   | 10 | 0  | 0 | 10 | 0   | 41 | -41  | 0,0  | Eliminados na primeira fase      |

## Categorias de Base

### Sub-18

#### Primeira Fase
|  |                                |
|  | Equipes classificadas à Final. |

|  |                     |  |        |  |                      |
|  | Vitória do Mandante |  | Empate |  | Vitória do Visitante |

#### Final
| 30 de junho | Internacional                                                          | 7 – 0  | Pelotas | Homero Soldatelli, Flores da Cunha |
| 15:00       | Malu 11' · Layssa 18' 25' · Gabi 30' · Queila 32' · Duda 39' · Jhe 55' | Súmula |         | Árbitro: RS Rodrigo Brand da Silva |

### Sub-16

#### Primeira Fase
Grupo A
|  |                                      |
|  | Equipes classificadas às semifinais. |

|  |                     |  |        |  |                      |
|  | Vitória do Mandante |  | Empate |  | Vitória do Visitante |

Grupo B
|  |                                      |
|  | Equipes classificadas às semifinais. |

|  |                     |  |        |  |                      |
|  | Vitória do Mandante |  | Empate |  | Vitória do Visitante |

#### Semifinais
| 20 de outubro | Internacional | 9 – 0  | João Emílio | SESC Protásio Alves, Porto Alegre         |
| 15:00         |               | Súmula |             | Árbitro: RS Humberto Vinicius Soares Haag |

| 20 de outubro | Pelotas | 2 – 3  | Grêmio | Boca do Lobo, Pelotas               |
| 15:00         |         | Súmula |        | Árbitro: RS Gilmar de Araújo Zacher |

#### Finais
| 4 de novembro | Grêmio | – | Internacional | Vieirão, Gravataí     |
| 15:00         |        |   |               | Árbitro: RS a definir |

| 6 de novembro | Internacional | – | Grêmio | SESC Protásio Alves, Porto Alegre |
| 19:00         |               |   |        | Árbitro: RS a definir             |

### Sub-14

#### Primeira Fase
|  |                                |
|  | Equipes classificadas à Final. |

|  |                     |  |        |  |                      |
|  | Vitória do Mandante |  | Empate |  | Vitória do Visitante |

#### Finais
| 23 de outubro | Grêmio | 0 – 3  | Internacional | Antônio Vieira Ramos, Gravataí   |
| 15:00         |        | Súmula |               | Árbitro: RS Fábio Eduardo Chemin |

| 27 de outubro | Internacional | 4 – 0  | Grêmio | SESC Protásio Alves, Porto Alegre |
| 16:30         |               | Súmula |        | Árbitro: RS Edimilson dos Santos  |